# Заменти
Заменти (пол. Zamęty) — село в Польщі, у гміні Мицелін Каліського повіту Великопольського воєводства.
Населення — 299 осіб (2011).
У 1975-1998 роках село належало до Каліського воєводства.

## Демографія
Демографічна структура станом на 31 березня 2011 року:
|          | Загалом | Допрацездатний вік | Працездатний вік | Постпрацездатний вік |
| -------- | ------- | ------------------ | ---------------- | -------------------- |
| Чоловіки | 160     | 25                 | 118              | 17                   |
| Жінки    | 139     | 27                 | 76               | 36                   |
| Разом    | 299     | 52                 | 194              | 53                   |